# Стиллман, Джо
Джо Стиллман (род. 1 августа 1959) — американский кинорежиссёр, продюсер и сценарист.
Стиллман впервые на экране снял мультфильм Joseph: King of Dreams, а позже снял полнометражный мультфильм Шрек, совместно с компанией DreamWorks Animation. Одними из его более известных кинокартин являются «Планета 51», снятая под эгидой TriStar Pictures и фильм «Путешествия Гулливера» компании 20th Century Fox.

## Фильмография
- Шрек (2001)
- Шрек 2 (2004)
- Планета 51 (2009)
- Путешествия Гулливера (2010)